# Petina (Chorwacja)
Petina – wieś w Chorwacji, w żupanii zagrzebskiej, w mieście Velika Gorica. W 2011 roku liczyła 213 mieszkańców.